# Pasta de semilla de loto

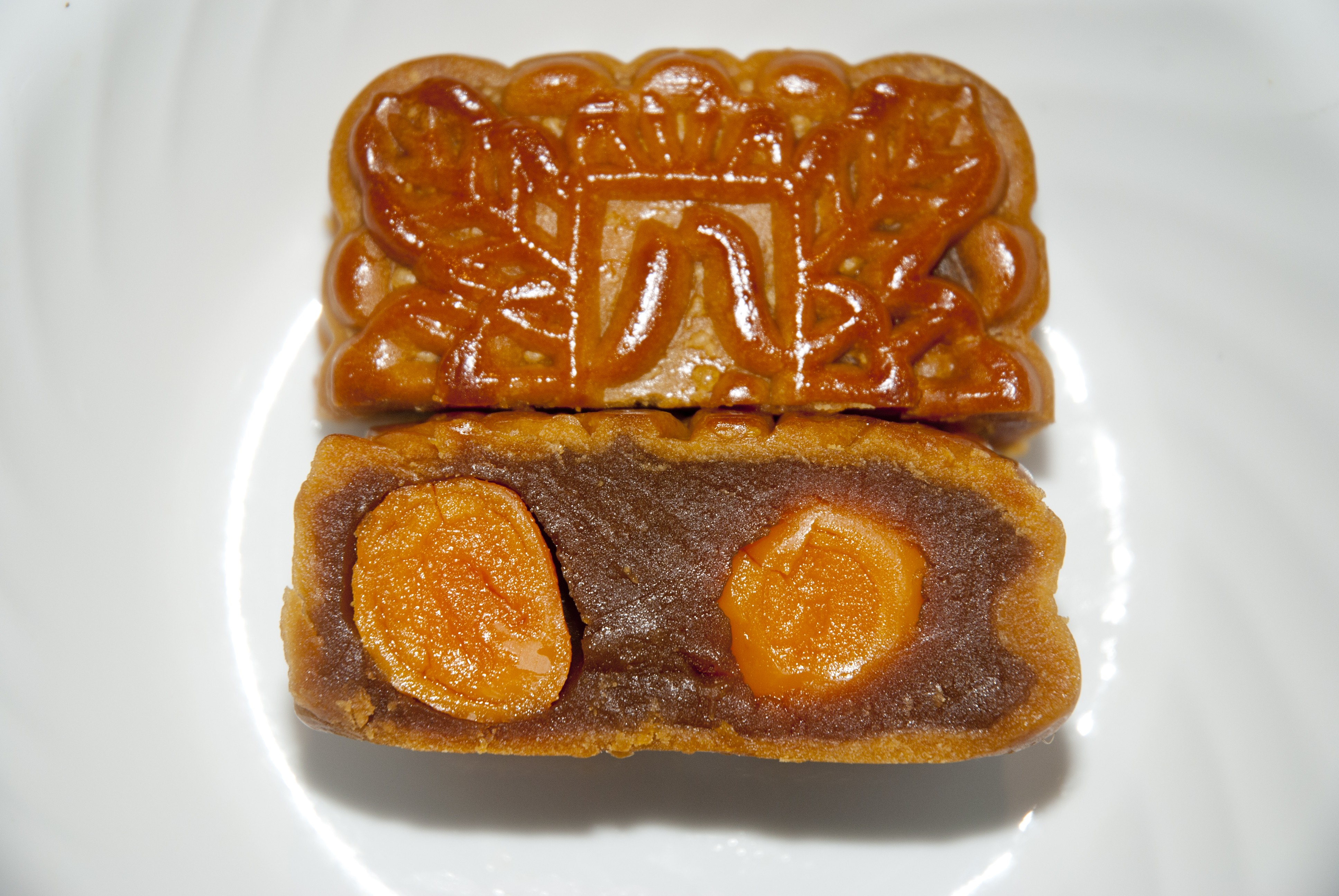
Pastel de luna con doble yema de huevo y pasta de semilla de loto (incluyendo salados huevo de pato yema y pasta de semilla de loto como rellenos, mientras que de cereales en polvo como ingrediente en la superficie)

La pasta de semilla de loto es un ingrediente de postres chinos hecho con semillas de loto secas. Tradicionalmente se considera un ingrediente de lujo.

## Producción
El proceso de producción de la pasta es parecido al empleado para hacer anko (pasta de judía azuki). Primero se ablandan las semillas secas cociéndolas en agua y luego se machacan hasta obtener una pasta fina. Se añade agua hasta obtener una mezcla clara que se filtra con un colador a una estopilla, donde se exprimirá para secarla. Se obtiene así una pasta fina quebradiza que se mezcla con azúcar u otros edulcorantes y a menudo aceite para obtener una pasta dulce y suave.

## Uso

### China
La pasta de loto usada por la mayoría de cocineros chinos necesita más preparación: debe calentarse en seco con azúcar caramelizada y aceite vegetal para obtener una pasta color canela con aspecto satinado que es rica, dulce y sedosa, con un ligero aroma a caramelo. Algunos cocineros prefieren tratar las semillas de loto secas con una solución de lejía antes de empezar a cocerlas, de forma que el tiempo de cocción sea más breve.
Las pasta de semilla de loto se usa en la cocina china para rellenar el pastel de luna, el baozi y otros dulces. Otro uso común es como relleno del bollo de semilla de loto, una receta dim sum.
Debido al alto precio de la semilla de loto, las pastas preparadas comercialmente también puede contener pasta de judía blanca como relleno. Hay diferentes variantes, algunas de un color más oscuro, casi negro. Normalmente tienen un sabor más fuerte.

### Japón
La pasta de semilla de loto endulzada se usa directamente en Japón como relleno para varios tipos de wagashi (dulces tradicionales) sin proceso adicional. Es una variante de color lechoso, con un sabor fresco, ligero y suave, y sin olor.